# كلير إتشرلي
كلير إتشرلي (بالفرنسية: Claire Etcherelli)‏ ولدت في بوردو عام 1934م، وهي كاتبة فرنسية. حصلت على جائزة فيمينا الأدبية عام 1967م.